# Podkamena Tunguska
Podkamena Tunguska (rusko Подкаменная Тунгуска) je  ruska reka v Sibiriji, desni pritok Jeniseja. 
Nad območjem je 30. junija 1908 prišlo do eksplozije, katere moč ocenjujejo med 10 in 15 megaton. Eksplozija je podrla okrog 60 milijonov dreves na površini 2.150 km2.
Najverjetnejša razlaga dogodka je eksplozija meteorita ali manjšega asteroida, mogoče tudi kometa. Zaradi nezadostnega poznavanja meteoritov na začetku 20. stoletja in zaradi nekaterih spremljajočih pojavov, ki ostajajo nepojasnjeni do danes, so se pojavile številne špekulativne razlage, ki vključujejo črne luknje, antimaterijo, neznane leteče predmete, eksperimente Nikole Tesle itd.

## Potek
Podkamena Tunguska izvira na severnem boku pogorja Angara. Od tam sprva teče pretežno v severozahodni smeri skozi južni del Srednjesibirskega višavja. 641 km dolg zgornji tok do sotočja Tetere 400 km severno od Bratska (pribl. 245 m nadmorske višine) nosi ime Katanga (Катанга). Končno Podkamena Tunguska teče severno od gorovja Jenisej na približno 27 m nadmorske višine in se blizu vasi Podkamennaja Tunguska, okrožje naselja Bor na zahodnem bregu Jeniseja, 4 km dolvodno, zlije v Jenisej.
Približno 100 km jugovzhodno od povirja Katange izvira Spodnja Tunguska, ki teče v velikem loku vzporedno s Podkameno Tungusko in se le 600 km severneje izliva v Jenisej.

### Pritoki
Glavni pritoki: na levi - Kamo, Velmo; na desni - Čula, Tetere, Čunja.

## Kraji in Tunguski dogodek
Ob Podkameni Tunguski leži kraj Vanavara, ki je zaslovel po Tunguskem dogodku. 30. junija 1908 je 65 km severozahodno od mesta ogromen tlačni val uničil približno 2000 km² gozda in podrl milijone dreves radialno navzven. Udarni val je verjetno sprožilo jedro majhnega kometa, ki je eksplodiral nekaj kilometrov navzgor, ko je dosegel zemeljsko atmosfero.
Druga naselja so še Bajkit, Podkamena Tunguska, Kujumba.

## Gospodarstvo
Reka se uporablja za plovbo 1146 km; ob visoki vodi velike ladje dosežejo Baikit na 571 km od ustja, višje pa le čolni. Pri normalnem vodostaju je reka plovna le na odseku njenega spodnjega toka, do izliva reke Velmo, - na razdalji 275 km.

## V popularni kulturi
Reka je bila predstavljena na Call of Duty: Black Ops Escalation DLC zemljevidu, Call of The Dead; prvoosebna strelska igra iz leta 2010, ki jo je razvil Treyarch in objavil Activision.